# 大伊村
大伊村（おおいそん）は、かつて鳥取県八頭郡にあった村。

## 歴史
- 1918年（大正7年）4月1日 - 伊井田村・大江村が合併して大伊村が発足。
- 1952年（昭和27年）11月3日 - 船岡町、隼村と合併し、改めて船岡町が発足。同日大伊村廃止。

## 教育
- 大伊村立大江小学校